# Кесем (пещера)
Кесем (ивр. קסם‎) — пещера в Израиле. Находится близ Рош-ха-Аина, в 12 километрах к востоку от Тель-Авива.
Пещера была обнаружена в октябре 2000 года, когда при строительстве дороги был разрушен свод её потолка. В 2001 году в пещере были произведены экстренные раскопки. В дальнейшем пещера была огорожена, охраняется государством, раскопки в ней продолжаются.
Отложения пещеры состоят из двух слоёв, достигая 7,5 метров толщины. В большом количестве были найдены кремнёвые орудия (топоры, скрёбла, ножи). В пещере были обнаружены свидетельства регулярного использования огня: множество обожжённых раздробленных костей животных. В пещере были обнаружены кости лани (73—76 % выявленных образцов), зубра, лошади, диких свиней, диких коз, косуль, дикого осла, благородного оленя, черепах и носорога. В отличие от стоянки ашёльской культуры близ моста дочерей Иакова, в Кесеме не было обнаружено останков слонов. Находки относятся к ашельско-ябрудскому культурному комплексу. Из 80 тыс. образцов костей к тем или иным видам удалось отнести около 8,5 %, среди которых преобладали останки иранской лани (Dama cf. Mesopotamica). В пещеру охотники приносили лишь головы и конечности добытых животных, остальная часть туши разделывалась на месте поимки животных. Изучив повреждения длинных костей, учёные предположили, что обитатели пещеры питались не только мясом, но и могли хранить и позже питаться костным мозгом и костным жиром ланей. Следы режущих орудий на пястных костях и костях плюсны отличаются от тех, что остаются при попытке снятия свежей кожи с кости. Костный мозг доставался острым предметом, имеющим плоскость, почти параллельную наклону кости. Хранить кости вместе с кожей обитатели пещеры могли в течение 9 недель, значит они менее зависели от ежедневной охоты. Возможно, исчезновение слонов заставило людей искать другие источники пищи, а также думать о её сохранении. В самых древние отложениях, когда в пещере жили Homo erectus, обнаружили десятки и сотни фрагментов черепашьих панцирей и костей со следами термической обработки и поцарапанными различными ашельскими орудиями труда. Это говорит о том, что обитатели пещеры регулярно ловили и ели черепах, сочетая их мясо с растительной пищей и мясом парнокопытных, что подтверждает изотопный состав их зубов. Возможно, здесь проходил путь расселения архаичных людей из Африки по всему Леванту. Доломитовые шары массой до килограмма использовались для дробления трубчатых костей — на них обнаружили остатки животного жира и костной ткани.
По данным уран-ториевого датирования, пещера была заселена ещё до 382 000 лет назад (от 420 тыс. до 360 тыс. лет назад). Пещера была покинута до 152 000 лет назад, возможно, вскоре после 207 000 лет назад.
В пещере было найдено несколько постоянных и молочных зубов человека. Данные зубы (среднеплейстоценового возраста) являются более древними, чем бо́льшая часть находок гоминид в Юго-Западной Азии. Три постоянных нижних зуба (C1-P4) были найдены в нижнем слое. У этих зубов небольшие коронки, но корни зубов длинные и массивные. Три изолированных постоянных верхних зуба (резец, клык и третий моляр) и два изолированных молочных зуба, которые были найдены в верхнем слое, намного крупнее и имеют некоторые черты, сближающие их с зубами гоминид группы Схул-Кафзех. Археологи из Тель-Авивского университета считают, что эти зубы являются самыми древними останками вида Homo sapiens, однако, некоторые черты зубов из Кесема могут быть сходными с чертами зубов неандертальцев. Это скорее предки ближневосточных гоминид группы Схул-Кафзех.
Свидетельства неоднократного использования огня человеком в пещере Кесем в течение продолжительного времени также являются одними из древнейших. Значительное количество обожжённых костей и умеренно нагретых земляных масс позволяет предположить, что возле огня производился забой скота и его разделка.